# La Paila, Tecozautla
La Paila är en ort i Mexiko.   Den ligger i kommunen Tecozautla och delstaten Hidalgo, i den sydöstra delen av landet, 140 km norr om huvudstaden Mexico City. La Paila ligger 1 650 meter över havet och antalet invånare är 429.
Terrängen runt La Paila är kuperad österut, men västerut är den platt. Runt La Paila är det ganska tätbefolkat, med 60 invånare per kvadratkilometer. Närmaste större samhälle är Tecozautla, 3,4 km söder om La Paila. Trakten runt La Paila består i huvudsak av gräsmarker.